# Monolepta bagamanica
Monolepta bagamanica es una especie de insecto coleóptero de la familia Chrysomelidae.
Fue descrita científicamente en 1979 por Medvedev.